# Vácslav Babička
Vácslav Babička (28. května 1949, Čáslav – 12. května 2012) byl český archivář, v letech 1992 až 2000 ředitel Státního ústředního archivu a od roku 2011 trvalý jáhen římskokatolické církve.

## Život
V letech 1967–1972 absolvoval učitelské studium oboru dějepis – čeština na Filozofické fakultě Univerzity Karlovy v Praze a obhájil diplomovou práci s titulem "Václav Krolmus". 
Po stáži ve Francii nastoupil od 1. srpna 1972 jako archivář do Státního ústředního archivu (SÚA) v Praze, a to nejprve pracoval v oddělení archivních fondů z období první republiky a protektorátu. Koncem 80. let přešel do oddělení automatizovaného informačního systému, v roce 1991 se stal zástupcem ředitele a následující rok ředitelem SÚA. K 1. květnu 2000 odešel na Ministerstvo vnitra České republiky, kde pracoval jako ředitel odboru archivní správy a spisové služby až do svého odchodu do důchodu dne 30. září 2011.
Jeho rodina pocházela z Nesvačil, kde také Babička v posledních desetiletích svého života žil a v letech 1998–2003 byl starostou obce.  
V roce 2010 dokončil studium teologických nauk na Katolické teologické fakultě Univerzity Karlovy a 30. dubna 2011 přijal v kostele sv. Mořice v Řevnicích jáhenské svěcení z rukou biskupa Václava Malého. Od 1. května 2011 pak byl ustanoven trvalým jáhnem v řevnické farnosti.

## Ocenění
- Roku 2011 obdržel hodnost důstojníka Řádu umění a literatury Francouzské republiky.
- Roku 2011 dostal také rakouský Čestný kříž za vědu a umění I. třídy.[1]